# Jasmina Jasharaj
Jasmina Jasharaj, född 1991, var en svensk flicka som försvann den 28 juli 1997 i Sävsjö. I media har hennes försvinnande bland annat kallats Jasmina-fallet, Jasminas försvinnande och bortrövandet av Sävsjöflickan. Hon har inte återfunnits. Polisutredningen i samband med Jasminas försvinnande är en av de större polisutredningarna i Sverige.

## Försvinnandet
Vid 14-tiden den 28 juli 1997 lämnade Jasharaj hemmet i Sävsjö för att möta upp några lekkamrater och leka på gården mellan hyreshusen där hon bodde. Jasharajs familj bodde då i en lägenhet i ett trevåningshus i villaområdet Hägnen i södra delen av Sävsjö stad. Vid 20-tiden skildes kamraterna åt och Jasharaj försvann sedan spårlöst. Det sista vittnet som med säkerhet sagt sig ha sett Jasharaj uppgav att hon gått mot en skogsdunge i närheten av flickans bostad.
Efter försvinnandet uppgav flera olika vittnen att de sett en flicka som skulle kunna vara Jasharaj. Vittnena har bland annat uppgivit att de sett en gråtande flicka bli bortburen på campingplatsen vid Eksjöhovgårdssjön, några hundra meter från Jasharajs hem. Ett annat vittne har uppgett att en flicka ensam ska ha gått in i en bil på parkeringsplatsen till matvarubutiken Sturehallen belägen cirka 25 meter från Jasharajs bostad. Andra vittnesmål placerar Jasharaj vid Skärsjöns badplats i Skepperstad några kilometer utanför Sävsjö eller på en parkeringsplats i Nydala mellan Sävsjö och Värnamo.

## Eftersökningarna
Föräldrarna anmälde försvinnandet den 28 juli och polisen misstänkte brott. Efter tre dagar sattes militär och hemvärn in i sökandet efter Jasharaj. Ett område på cirka 12–15 kilometer runt Sävsjö genomsöktes med hjälp av helikopter. Man dök även i närbelägna Eksjöhovgårdssjön och i Skärsjön, där Jasharaj skulle ha setts. Inga spår av flickan kunde finnas.

## Misstänkta gärningsmän
I september 1997 anhölls en 41-årig man skäligen misstänkt för Jasminas försvinnande. Han var dömd för att ha begått övergrepp mot barn i sitt hemland. Han släpptes efter två dagar och efter en månad avfördes han från utredningen. Mannen dömdes senare för andra brott, bland annat sexualbrott mot barn, men han kunde aldrig knytas till Jasharajs försvinnande.
I samband med utredningen kring Helénmordet 2004 misstänktes Ulf Olsson för Jasharajs försvinnande. Man lyckades dock aldrig knyta honom till brottet.
Den morddömde Anders Eklund anhölls den 9 september 2014 misstänkt för människorov alternativt mord på Jasharaj. Enligt åklagaren hade polisen knutit honom till Sävsjö dagen för Jasharajs försvinnande den 28 juli 1997. Mordet på Engla Höglund, som han tidigare dömts för, hade flera likheter med Jasharajs försvinnande. 16 juli 2016 meddelade åklagare att Anders Eklund avförts från utredningen kring Jasharajs försvinnande i brist på ytterligare bevis.
År 2020 utkom boken Sävsjöflickan skriven av Jasmines mamma Florije Jasharaj och författaren Assar Andersson.